# 養肝漬
養肝漬（ようかんづけ）とは、三重県伊賀市にある養肝漬宮崎屋（1865年（慶応元年）創業）が製造・販売している日本の漬物であり、同社の登録商標（第392314号）でもある。

## 概要
伊賀地方で古くから親しまれている漬物。鉄砲に火薬を詰める姿に似た「鉄砲漬け」の製法で作られている。
戦国時代、伊賀上野藩主・藤堂高虎も陣中に食料として常備していた。「養肝漬」の名前の由来は、武士たちの志気を養う漬物、即ち“武士の肝っ玉を養う漬物”というところから名付けられた。
伊賀盆地特産の白瓜の芯を抜き、その中にしそ・生姜・大根・胡瓜等を細かく刻んだ物を詰め、たまり醤油にて昔味で2年、新味で1年の間自然熟成。養肝漬宮崎屋の本社工場内にある木樽は、明治時代に造られた物が現在も使われており、その木樽で熟成された「養肝漬」が販売されている。
同様の食品として、同じく伊賀市に本社を持つ伊賀越株式会社が販売する「伊賀越漬」がある。

## 食べ方
輪切りにして、温いご飯の上に乗せて食べるのが普通の食べ方。また、茶漬けや吸い物、出汁など、様々な和風料理の味付けに用いられる。